# 惠德比島級船塢登陸艦
惠德比島級船塢登陸艦是美國海軍的一艘船塢登陸艦。 此類艦艇於 1985 年投入艦隊服役，擁有一個用於運輸美國海軍陸戰隊 (USMC) 車輛的大型井圍甲板和一個用於降落直升機或V-22魚鷹式傾轉旋翼機的大型飛行甲板。 井圍甲板設計可容納四艘氣墊登陸艇，如果車輛坡道升起則可容納五艘，供海軍陸戰隊登陸。 最近的部署結合使用了 LCU、AAV、坦克、LARC 和其他美國海軍陸戰隊車輛。 惠德比島級船舶還獨特地受益於多個起重機和淺吃水，這進一步使其成為參與兩棲作戰的理想選擇。
截至2009年，該級所有艦艇都計劃在未來五年內進行中期升級，以確保它們能夠繼續服役到2038 年。這些艦艇於2013年之前每年進行升級，最後一艘艦艇在2014年完成現代化改造。位於東海岸的船舶將在Metro Machine Corp進行升級，而位於西海岸的船舶將在聖地亞哥的通用動力國家鋼鐵造船公司進行升級。

升級的主要內容包括柴油發動機改進、燃油和維護節省系統、工程控制系統、增加空調和冷凍水容量以及更換空氣壓縮機。 這些船舶還用全電動功能取代了蒸汽系統，這將減少維護工作量和費用。

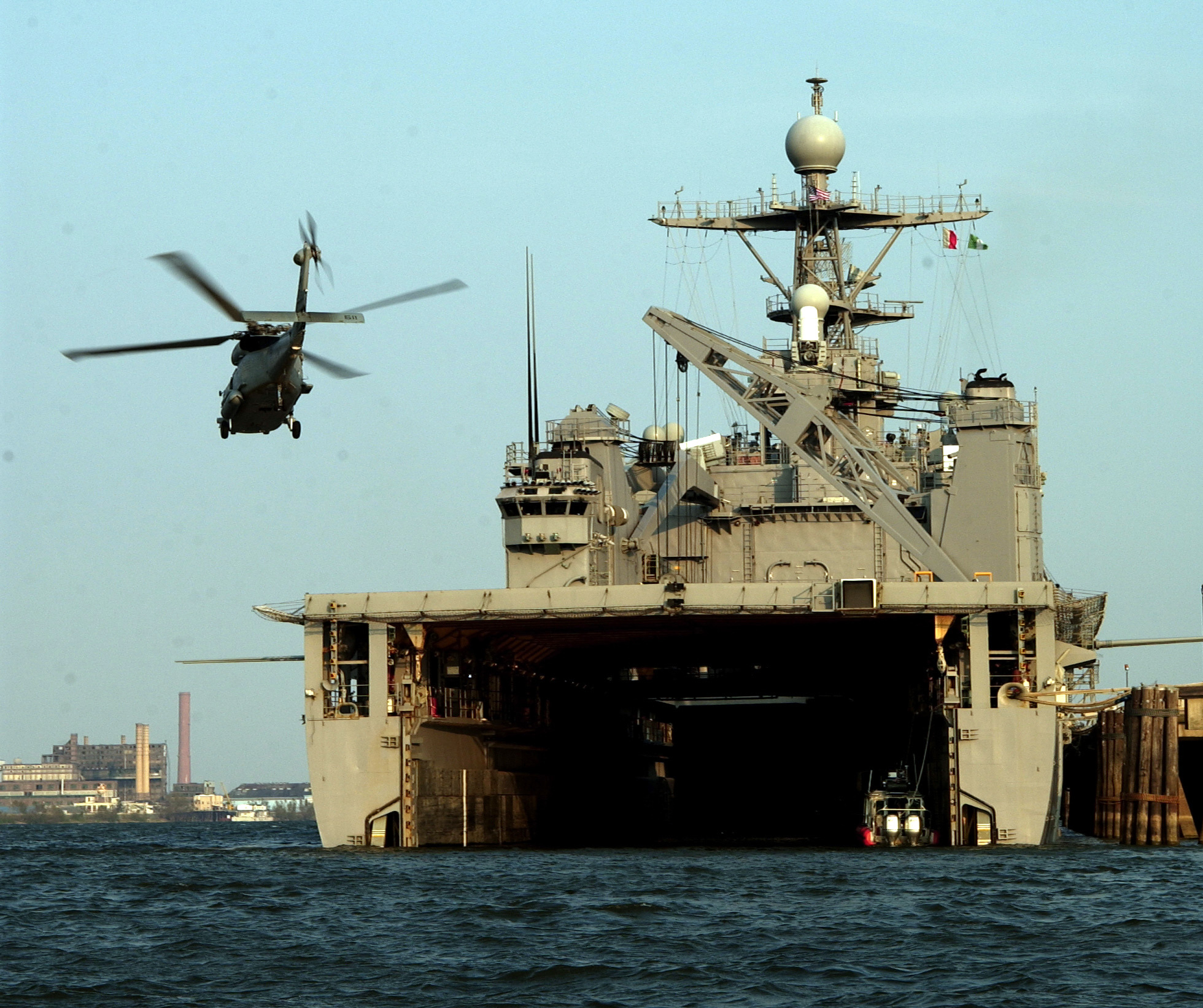
托爾圖加號(LSD-46)的船尾景觀，帶有開放式井圍甲板

## 同級艦艇
| 舷號   | 艦名         | 下水日期       | 服役日期      | 除役日期      | 母港               | 現狀   |
| LSD-41 | 惠德贝岛號   | 1983年6月10日  | 1985年2月9日  | 2022年7月22日 | 维州小溪海军基地   | 已除役 |
| LSD-42 | 日耳曼城號   | 1984年6月29日  | 1986年2月1日  | 預計2026年    | 日本佐世保海军基地 | 服役中 |
| LSD-43 | 麦克亨利堡號 | 1986年2月1日   | 1987年7月24日 | 2021年3月27日 | 佛州梅波特海军基地 | 已除役 |
| LSD-44 | 冈斯顿厅號   | 1987年6月27日  | 1989年4月24日 | 預計2026年    | 维州小溪海军基地   | 服役中 |
| LSD-45 | 康斯托克号   | 1988年1月6日   | 1990年1月12日 | 預計2026年    | 加州聖迭戈海军基地 | 服役中 |
| LSD-46 | 托尔图加號   | 1988年9月15日  | 1990年9月7日  | 預計2027年    | 维州小溪海军基地   | 服役中 |
| LSD-47 | 拉什摩尔號   | 1989年5月16日  | 1991年4月26日 | 預計2027年    | 加州聖迭戈海军基地 | 服役中 |
| LSD-48 | 阿希兰號     | 1989年11月11日 | 1992年5月12日 | 預計2027年    | 日本佐世保海军基地 | 服役中 |

惠德比島號和托爾圖加號計劃在2013-2018年五年計劃期間退役，該級其餘艦艇計劃在使用壽命結束前退役。 然而，海軍推翻了惠德比島退役計劃， 2015 年，海軍助理部長肖恩· 斯塔克利 (Sean Stackley)向國會通報了海軍計劃對惠德比島、托爾圖加和日耳曼敦進行現代化改造，將其各自增加到44年總使用壽命。

## 參照
1. ↑  . Navy News Service. 29 May 2009  [30 May 2009]. （原始内容存档于2012-10-20）.
2. ↑  IHS Jane's Fighting Ships Executive Summary 2012
3. ↑   (新闻稿). Navy News Service. 9 November 2014  [30 July 2016]. NNS141109-02. （原始内容存档于2016-10-11）.
4. ↑   (PDF). United States Senate Committee on Armed Services. 18 March 2015  [30 July 2016].

## 外部連結
- Federation of American Scientists (FAS): LSD-41 惠德比島級 （页面存档备份，存于）
- GlobalSecurity.org: LSD-41 惠德比島級 （页面存档备份，存于）